# Oleg Koetoezov
Oleg Ivanovitsj Koetoezov (Russisch: Олег Иванович Кутузов) (Leningrad, 17 mei 1935 – Sint-Petersburg, 27 februari 2025) was een Sovjet-Russische basketballer die uitkwam voor het nationale team van de Sovjet-Unie. Hij heeft verschillende medailles gekregen, waaronder Meester in de sport van de Sovjet-Unie in 1959.

## Carrière
Koetoezov begon zijn sportcarrière bij LETI Leningrad. De clubnaam veranderde 1955 in Boerevestnik Leningrad. Hij verhuisde naar Spartak Leningrad en behaalde de derde plaats om het Landskampioenschap van de Sovjet-Unie in 1969.
Koetoezov speelde jaren voor het nationale team van de Sovjet-Unie. Hij speelde met de Sovjet-Unie op het Wereldkampioenschap basketbal mannen 1959. Ze behaalde de zesde plaats.

## Erelijst
- Landskampioen Sovjet-Unie:
  - Derde: 1969